# Diego Souza
Diego Souza (født 22. marts 1984) er en brasiliansk fodboldspiller.